# T. J. Fatinikun
Ayokunle Olatunji „T. J.“ Fatinikun (* 28. Juli 1991 in Lagos, Nigeria) ist ein US-amerikanischer American-Football- und Arena-Football-Spieler. Er spielte jeweils zwei Saisons auf der Position des Defensive Ends in der Arena Football League (AFL) und der National Football League (NFL).

## Karriere
Fatinikun spielte von 2009 bis 2012 College Football an der University of Toledo für die Toledo Rockets in der Mid-American Conference (MAC). In seiner ersten Saison konnte er in elf Spielen zwanzig Tackles erzielen. 2010 setzte er in dreizehn Spielen, die er alle von Beginn an bestritt, 51 Tackles. 2011 konnte er 23 Tackles in den ersten sechs Spielen erzielen, ehe er sich am Ellenbogen verletzte. Sowohl 2010 als auch 2011 wurde Fatinikun zum 3rd Team All-MAC ernannt. Auch 2012 wurde seine Saison vorzeitig beendet, nachdem ihm im fünften Spiel die Achillessehne riss. Fatinikun bewarb sich daraufhin um eine fünfte Saison der Spielberechtigung innerhalb der NCAA. Diese wird in der Regel nur vergeben, wenn ein Spieler aus medizinischen Gründen mehr als siebzig Prozent der Spiele innerhalb einer Saison verpasst. Diesen Wert erreichte Fatinikun zwar nicht, begründet wurde der Antrag jedoch damit, dass 2011 und 2012 zusammen mehr als eine Saison verpasst wurde. Der Antrag wurde abgelehnt.
Nach dem College erhielt er eine Einladung von den Kansas City Chiefs zu einem Rookie Minicamp. Er erhielt jedoch keinen Vertrag und spielte daraufhin in der Arena Football League für die Mannschaften aus Portland und Orlando. Im August 2014 verpflichtete ihn jedoch mit den Tampa Bay Buccaneers erstmals ein NFL-Team. Am 29. August 2014 wurde er von den Buccaneers entlassen, am 24. September 2014 jedoch für den Practice Squad wiederverpflichtet. Am 21. Oktober 2014 wurde Fatinikun in den aktiven Kader befördert. Am 6. Oktober 2015 wurde Fatinikun von den Buccaneers auf der Injured Reserve List platziert. Zum Ende der Saison 2016 erhielt er bei den New Orleans Saints ein Probetraining um sich für einen Vertrag für die Saison 2017 zu bewerben.